# Rubén Herráiz Alcaraz
Rubén Herráiz Alcaraz (Barcelona, 13 de gener de 1993), conegut com a Rufo, és un futbolista professional català que juga com a davanter al FC Santa Coloma andorrà.

## Carrera
Després de graduar-se amb el RCD Espanyol, el juliol de 2012 va anar al Màlaga CF, i fou assignat al conjunt B que hi era a la Tercera Divisió.
El 31 de juliol de 2015 Rufo va tornar als pericos, signant un contracte de dos anys amb l'equip B de Segona Divisió B, amb el Málaga mantenint una clàusula de recompra durant el primer any. Va fer el seu debut amb l'equip el 3 de desembre de 2015 substituint a Burgui en un empat fora de casa per 1 a 1 contra el Llevant UE, a la Copa del Rei.
El 10 de juliol de 2017 Rufo va fitxar pel RCD Mallorca com a agent lliure, recentment relegat aleshores a la tercera divisió.
El 14 d'agost de 2018 va signar un contracte d'un any i mig amb el noruec Sandefjord.